# Andradit
Andradit (Dana, 1868), chemický vzorec Ca3Fe23+(SiO4)3, je krychlový minerál ze skupiny granátu. Minerál byl nazván po brazilském politikovi, mineralogovi a básníkovi Josém Bonifáciu de Andrada e Silva (1763–1838).

## Původ
Nejčastěji v kontaktně metasomatických horninách na styku kyselých vyvřelin s karbonáty, často v krystalických břidlicích, zřídka magmatický. Druhotně sedimentární.

## Morfologie
Zpravidla tvoří rombododekaedrické a hexaoktoedrické krystaly. Zrnité a kompaktní agregáty jsou méně časté. V náplavech se vyskytují jednotlivá zrna nebo ohlazené oblázky.

## Vlastnosti
- Fyzikální vlastnosti: Tvrdost 6,5–7, křehký, hustota 3,8–3,9 g/cm³, štěpnost velmi nedokonalá podle {110}, lom nerovný, lasturnatý, tříštivý.
- Optické vlastnosti: Barva: žlutozelená, zelená, sytě zelená, červená, hnědá, černá. Lesk skelný, matný, hedvábný, průhlednost: průsvitný až neprůhledný, vryp bílý nebo s nádechem podle zabarvení.
- Chemické vlastnosti: Chemické složení Ca 23,66 %, Fe 21,98 %, Si 16,58 %, O 37,78 %, příměsi Ti. Lehce se taví, v kyselinách nerozpustný.

## Polymorfie a řady
Vytváří dvě řady:
- andradit – grosulár
- andradit – schorlomit

## Odrůdy

### Topazolit

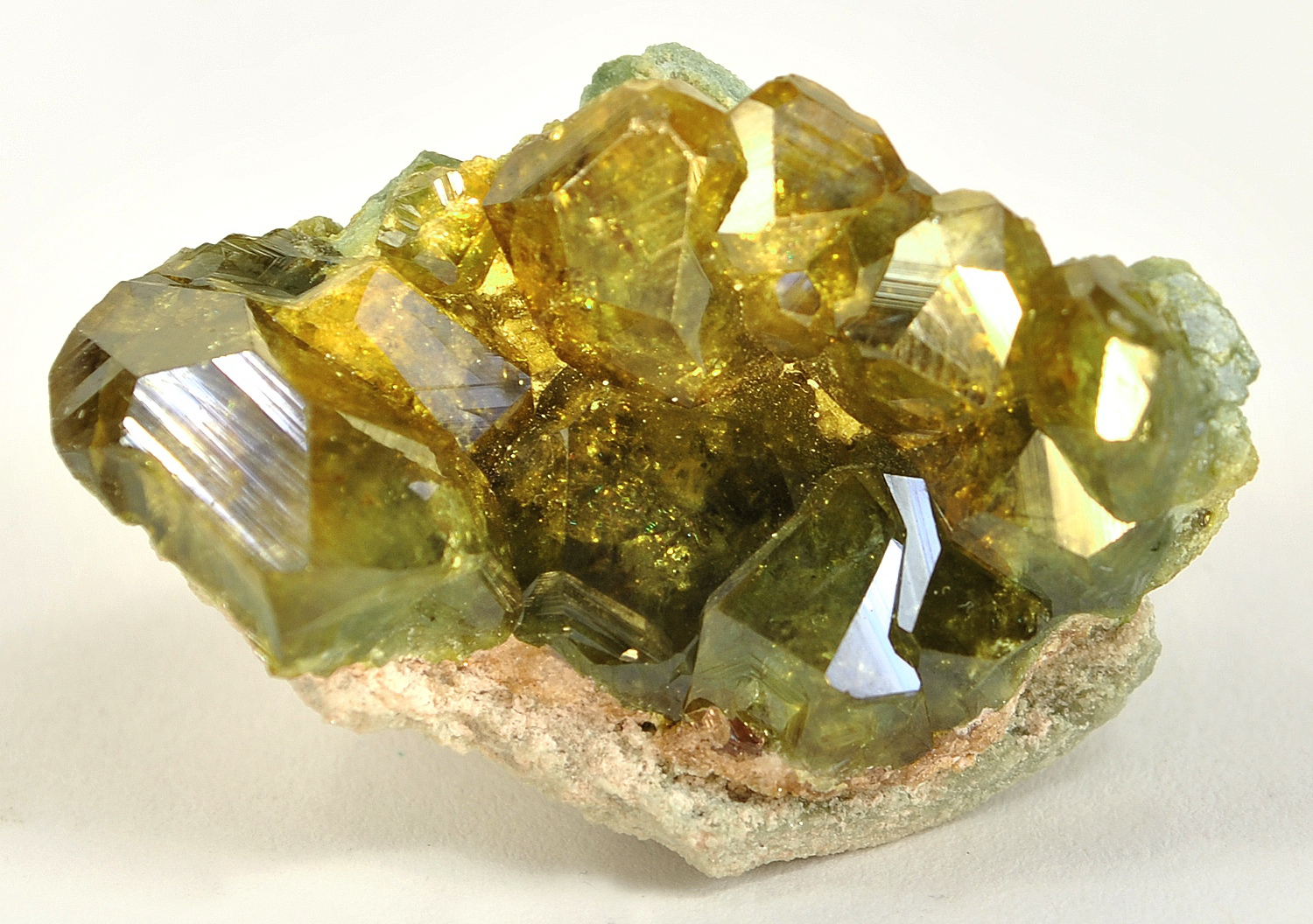
topazolit

Topazolit je překrásná a někdy i drahokamová odrůda andraditu. Je mnohem vzácnější než démantoid, avšak krystalů dosahující šperkařských kvalit se tolik nevyskytuje, tedy jedna se spíše o sbírkovou záležitost. Byl pojmenován brazilským státníkem a mineralogem Josém Bonifáciu de Andrade e Silva, kde se jeho jménem snažil vylíčit podobnost (v barvě a čirosti) s topazem. Jeho barva bývá medově až zlatavě žlutá a mezi nejznámější lokality výskytu patří Bavorsko v Německu nebo Namibie v Africe.

### Démantoid

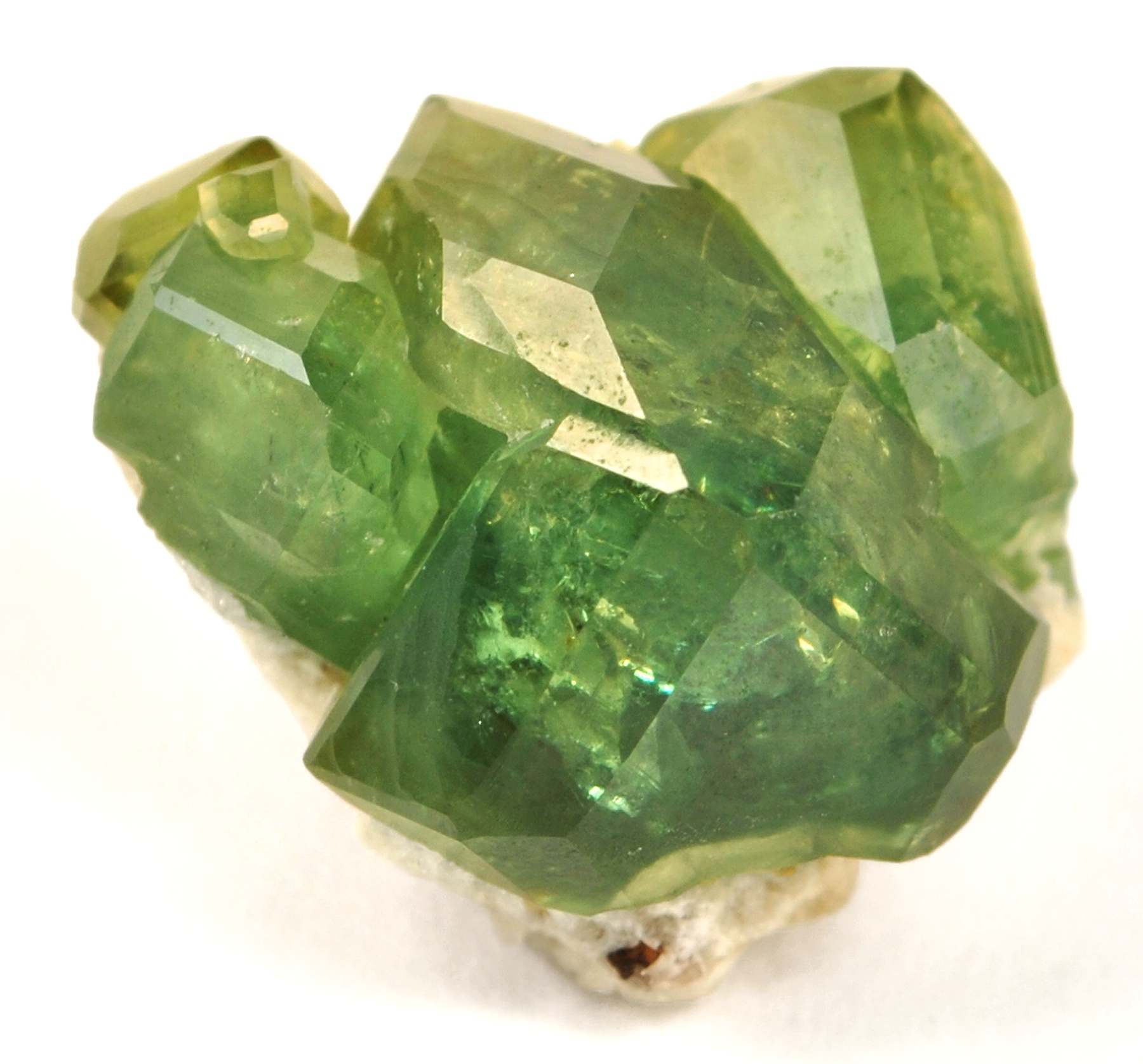
démantoid

Démantoid je další z mála drahokamových odrůd méně známého granátu andraditu. Byl objeven v roce 1885 na středním Urale. Nejprve byl mylně považován za smaragd, ale poté se zjistilo, že se jedná o zcela novou odrůdu granátu a dle vykazujícího velmi silného diamantového lesku připomínající samotný diamant byl pojmenován démantoid. Je zabarven do velmi sytě zelené až žlutozelené barvy díky příměsi chromu. Nejčastěji je nalézán v náplavech nejen na již zmíněném Uralu, ale také i v Africe nebo na Madagaskaru. Démantoid je velice vyhledávaným drahokamem a vzhledem k téměř vyčerpaným nalezištím na Uralu má také velmi vysokou cenu. Ceněn je právě jeho výrazný lesk, díky vysokému indexu lomu světla. Nejčastěji bývá zaměněn za Malijský granát.

### Melanit

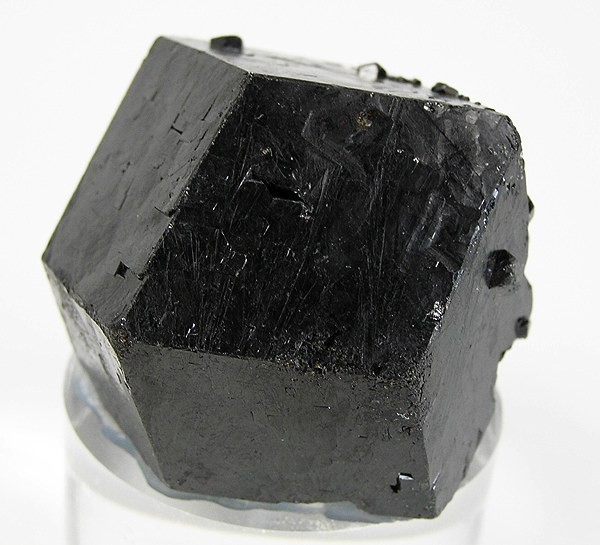
melanit

Melanit je temně černá odrůda granátu andraditu. Jeho jméno pochází z řeckého slova melan, což je v překladu černý. Své černé barvě může vděčit hlavně velké příměsi titanu, jenž dosahuje koncentrace až 1,5%. Právě díky titanu se mu též přezdívá "titanový andradit". V současnosti se nachází pouze malé krystaly, které se používají převážně pro sbírkové účely, ale krystaly dostatečně veliké se mohou brousit jako drahý kámen, avšak jejich cena není nijak vysoká. Můžeme ho nalézt na Ti bohatých magmatitech nebo skarnech na lokalitách jako je Mali, Chihuahua v Mexiku nebo Kalifornie v USA.

## Parageneze
- chlority, biotit, živec, křemen, vesuvian, epidot, spinel, kalcit, dolomit, magnetit

## Využití
Technické užití: řezné, brusné a vrtné nástroje.
V klenotnictví některé variety jako drahý kámen (fasetové brusy, kabošony).

## Naleziště
Běžný minerál.
- Česko – Malešov a Vlastějovice (ve skarnech), Bludov (v erlánech), Mariánská hora (melanit)
- Slovensko – Breznička, Hnúšťa, Kremnica
- Německo – Wurliz (část města Rehau) ve Smrčinách, Schwarzenberg v Sasku, Kaiserstuhl v Bádensku
- Rakousko – v okolí Salcburku topazolit
- Rusko – Chibiny na poloostrově Kola, Ural – v povodí řeky Bobrovka ve Sverdlovské oblasti andradity použitelné ve šperkařství
- USA – Arizona, New Jersey, Kalifornie, Aljaška
- Mexiko

a další.